# بخش چمپین، شهرستان ویلکین، مینه سوتا
بخش چمپین (به انگلیسی: Champion Township) یک منطقهٔ مسکونی در ایالات متحده آمریکا است که در شهرستان ویلکین، مینه‌سوتا واقع شده‌است.
 بخش چمپین ۸۳٫۲ کیلومتر مربع مساحت و ۷۳ نفر جمعیت دارد و ۳۰۳ متر بالاتر از سطح دریا واقع شده‌است.